# Desná-Pustinská
Desná-Pustinská je železniční zastávka v obci Desná v okrese Jablonec nad Nisou v Libereckém kraji, na trati Liberec–Harrachov (tzv. Tanvaldská ozubnicová dráha). V provozu je od roku 2010 a jde o nejstrmější železniční zastávku v České republice.

## Historie
Zastávka byla vybudována v rámci projektu Zlepšení dopravní obslužnosti území Mikroregionu Tanvaldsko, který spolufinancovala Evropská unie. Kromě této zastávky byly vybudovány ještě další tři (Desná-Riedlova vila, Velké Hamry město a Smržovka-Luční). Zastávka Desná-Pustinská se začala stavět na jaře roku 2010, slavnostně otevřena pak byla 20. srpna 2010.

## Popis
Zastávka leží mezi dopravnami Dolní Polubný a Kořenov na trati Liberec–Harrachov, a to v jejím nejstrmějším úseku. Stoupání trati zde dosahuje 5,6 %. Nástupiště měří 60 metrů a je zde i dřevěný přístřešek s informační tabulí se zajímavostmi o trati. Nedaleko se nachází stanice příměstských autobusů Desná, odbočka. Zastávka je pojmenovaná dle nedaleké desenské ulice Pustinská.
Zastavují zde na znamení téměř všechny osobní vlaky linky L1 Liberec – Tanvald – Harrachov – Szklarska Poręba Górna.

## Problémy
Vysoký sklon zastávky působil některým vlakům problémy s rozjezdem. Na čas dokonce České dráhy obnovily funkci brzdaře, který měl za úkol obsluhovat v této zastávce brzdu na zadním stanovišti motorového vozu.